# MOXIE
Das Mars Oxygen In-Situ Resource Utilization Experiment, auch Mars Oxygen ISRU Experiment, kurz MOXIE genannt, ist ein Instrument an Bord des Rovers Perseverance, der zur Mars-2020-Mission gehört. Das Ziel des Instruments ist die Erforschung einer Technologie, bei der Sauerstoff aus dem atmosphärischen Kohlenstoffdioxid des Planeten Mars erzeugt wird.
Am 20. April 2021 produzierte MOXIE zum ersten Mal 5,37 g Sauerstoff auf der Marsoberfläche.

## Zweck
Die Sauerstoffproduktion auf dem Mars ist für eine bemannte Marsmission deshalb so entscheidend, da es einen immensen Aufwand erfordern würde, ausreichend Sauerstoff für den Aufenthalt und den Rückflug auf dem Hinflug mitzuführen.
Ein günstiger Hohmann-Transfer zum Mars erfordert einen Aufenthalt von 500 Tagen und einen Rückflug von neun Monaten, in denen die Astronauten mit Sauerstoff zum Atmen versorgt werden müssen.
Zusätzlich wird für den Rückflug beim Aufstieg von der Mars-Oberfläche in den Mars-Orbit eine erhebliche Menge Flüssigsauerstoff (LOX) als Oxidator für die bisher angedachten Mars Ascent Vehicles benötigt.

## Ziel
Das Hauptziel dieses Experiments ist die Gewinnung von molekularem Sauerstoff (O2) aus dem atmosphärischen Kohlenstoffdioxid (CO2), das 96 % der Marsatmosphäre ausmacht. Die Effizienz der O2-Produktion soll ermittelt werden. Ziel ist die Produktion von 6 g bis 10 g Sauerstoff pro Stunde mit einer Reinheit von mehr als 96 %. Die NASA bereitet sich auf die Erkundung des Mars durch Menschen vor, und MOXIE soll eine Möglichkeit demonstrieren, wie zukünftige Forscher Sauerstoff aus der Marsatmosphäre für Treibstoff und zum Atmen gewinnen könnten.
NASA-Mitarbeiter erklärten, wenn MOXIE effizient arbeiten würde, könnte in Zukunft einmal ein 100-mal größeres MOXIE-basiertes Instrument zusammen mit einem thermoelektrischen Radioisotopgenerator auf dem Mars landen. Ein Gerät dieser Größenordnung könnte dann den Sauerstoffbedarf pro Person für einen Tag inklusive Reserve decken. Ein Referenzastronaut der NASA mit einem Körpergewicht von 82 kg hat einen täglichen Sauerstoffbedarf von 890 g. Der gespeicherte Sauerstoff könnte zur Lebenserhaltung und auch als Raketenoxidans für die Rückreise zur Erde verwendet werden. Eine hohe Reinheit des Sauerstoffs ist entscheidend, da zukünftige Astronauten ihn in der Atemluft benötigen werden. Das Kohlenstoffmonoxid, ein Nebenprodukt der Reaktion, kann auch gesammelt und als Treibmittel verwendet oder in Methan umgewandelt werden.

## Funktionsweise

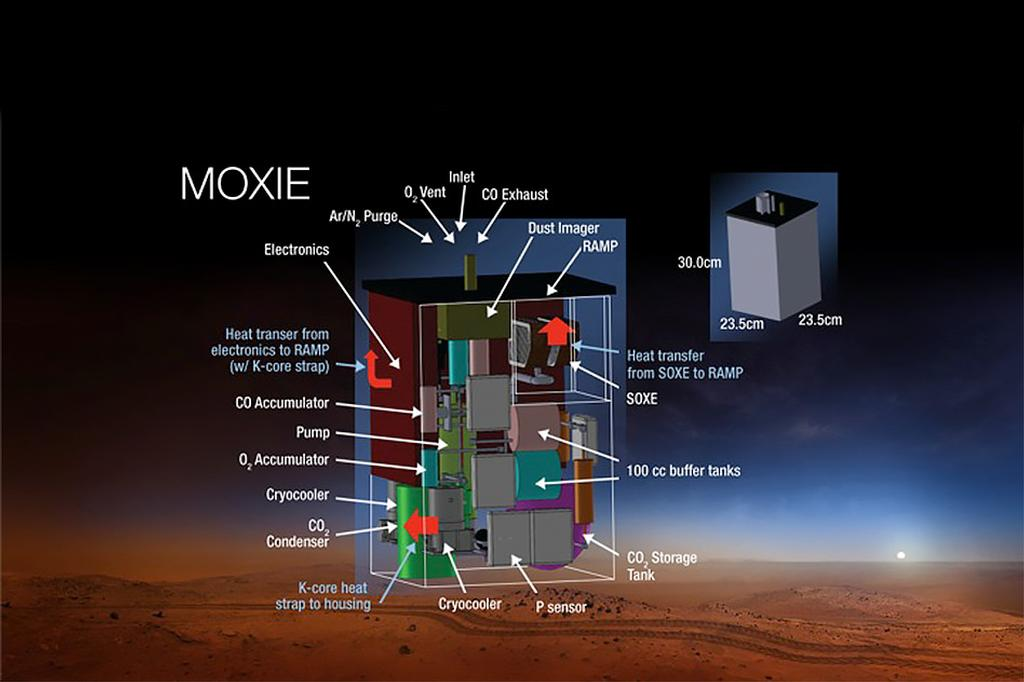
Aufbau des MOXIE (englisch)

Über einen Scrollverdichter mit einem Schwebstofffilter am Einlass wird das Gas der Marsatmosphäre mit etwa 95,5 % Kohlendioxid von etwa 5 Torr auf 400–760 Torr verdichtet. 260 Torr ist der minimale Eingangsdruck für die folgende CO₂-Festoxid-Elektrolyse (chemische Reaktion: 2 CO₂ → 2CO + O₂) mit zwei Halbstapeln mit je 5 Festoxid-Elektrolyseurzellen in Reihe geschaltet. Der Sauerstoff sammelt sich an der Anode. Das Kohlenmonoxid, das nicht umgesetzte Kohlendioxid und etwa 5 % Inertgase sammeln sich an der Kathode. Dort werden sie jeweils getrennt abgeführt und gesammelt. Das Gasgemisch an der Kathode ist Abgas, wobei jedoch ein Bruchteil zum Einlass zurückgeführt wird, um eine Oxidation des Nickel-Katalysators in der Kathode durch einen gewissen Kohlenmonoxid-Anteil zu verhindern. Die Elektrolyse erfolgt bei ca. 800 °C. Jeder Stapel wird maximal mit 8,7 V bei 4 A betrieben. Damit wird eine theoretische maximale Sauerstoffrate von insgesamt 12 g/Stunde erreicht.
Die in den Experimenten erzeugten Gase Sauerstoff und Kohlenmonoxid werden nach Messungen der Mengen abgelassen.

## Alternativen
Auf dem Mars gibt es außer im Kohlendioxid der Atmosphäre noch folgende Sauerstoffquellen:
- der Eisen(III)-oxid-Staub auf der Oberfläche: Sauerstoffgewinnung durch Reduktion mit Wasserstoff, der aus vorheriger Wasserelektrolyse gewonnen werden muss, Nebenprodukt: Eisen
- das Wassereis an den Polkappen: Sauerstoffgewinnung durch Wasserelektrolyse, Nebenprodukt: Wasserstoff entweder für die oben genannte Eisen(III)-oxid-Reduktion oder für die Methanisierung zur Brennstoffgewinnung für Mars Ascent Vehicles oder den Raptor-Raketentriebwerken des Starships von SpaceX
- das Trockeneis (gefrorenes Kohlendioxid): auch  CO₂-Festoxid-Elektrolyse nach Auftauen